# Sokolí vrch (rozhledna)
Sokolí vrch je rozhledna, která se nachází na vedlejším, o 6 metrů nižším vrcholu stejnojmenného kopce v Českém středohoří. Místo leží v k. ú. Dobrná zhruba 1,5 km severozápadně od obce Dobrná nedaleko statutárního města Děčín v Ústeckém kraji.

## Popis
Rozhledna byla otevřena 1. května 2004. Tvoří ji betonový stožár vysoký 51 metrů, který má ve výšce 31 metrů kruhový vyhlídkový ochoz. Investorem stavby byla společnost T-Mobile.

## Výhled
Rozhledna skýtá nejkomplexnější výhled do Děčínské kotliny ze všech vyhlídkových míst v okolí Děčína. Za příznivého počasí odtud lze pozorovat nedaleký Děčínský Sněžník, vzdálenější vysílač Ještěd, hrad Bezděz, drážďanský televizní vysílač nebo Bukovou horu nedaleko od Ústí nad Labem.

Výhled z rozhledny